# یواس‌اس کوزی (اس‌پی-۵۵۶)
یواس‌اس کوزی (اس‌پی-۵۵۶) (به انگلیسی: USS Cozy (SP-556)) یک کشتی بود که طول آن ۳۵ فوت (۱۱ متر) بود.